# Казак-Кочердык
Казак-Кочердык — село в Целинном муниципальном округе Курганской области России.

## Климат
Климат характеризуется как резко континентальный, с холодной продолжительной малоснежной зимой и жарким сухим летом. Средняя продолжительность безморозного периода составляет 113 дней. Среднегодовое количество атмосферных осадков — 397мм.

## История
До 1917 года входило в состав Усть-Уйской волости Челябинского уезда Оренбургской губернии. По данным на 1926 год село Кочердык состояло из 498 хозяйств. В административном отношении являлось центром Кочердыкского сельсовета Усть-Уйского района Челябинского округа Уральской области.

## Население
| 1989 | 2002 | 2010 |
| ---- | ---- | ---- |
| 914  | ↘757 | ↘646 |

По данным переписи 1926 года в селе проживал 2041 человек (925 мужчин и 1116 женщин), в том числе: русские составляли 99 % населения.